# 矢部達三

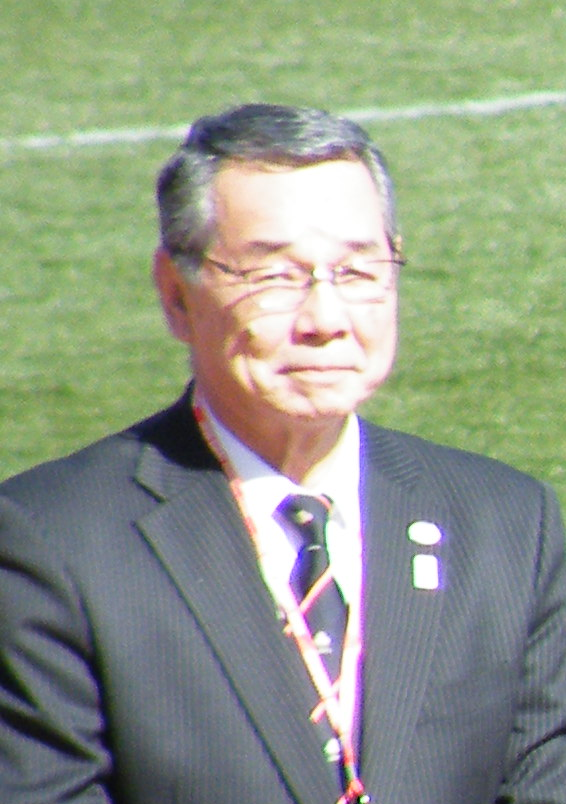
矢部達三

矢部 達三（やべ たつぞう、1943年11月23日 - ）は、埼玉県出身の元ラグビー選手。

## プロフィール
- ポジションはロック(LO)及びフランカー(FL)。

## 来歴
埼玉県立浦和高等学校を経て、1962年に早稲田大学第一政経学部に入学。同大学のラグビー部で活動。
1962年当時、関東大学ラグビー対抗戦において、一・二部制にあたる、『A・Bブロック制』が取られていたが、早稲田は同年シーズン、Bブロック（二部に相当）転落の憂き目に遭った。そこで、大西鐡之祐を監督に迎え、木本建治を主将とする体制となったが、木本は当年シーズンのみならず、将来の「早稲田復活」を願い、矢部ら1年生部員を徹底して鍛え上げた。その成果が現れ、同年の早明戦に1年生としてただ一人矢部が出場することになった。また同年は、明治大学が一部に相当するAブロックで優勝したため、下馬評では圧倒的に明治優勢が伝えられたが、後半に入って早稲田フォワードが明治のそれを圧倒し、17－8で勝利した。以後、矢部は4年連続で早明戦に出場することになる。
1965年、主将に就任。当時の監督は横井久であった。対抗戦を7戦全勝とした早稲田は、続く第2回全国大学ラグビーフットボール選手権大会（大学選手権）において、京都、日本を破り、決勝でも前年大会決勝で敗れた法政を16－0で下し、初の大学選手権優勝とあいまった。そして1966年1月15日、花園ラグビー場で行われた第3回日本ラグビーフットボール選手権大会では、全国社会人ラグビーフットボール大会で史上初の4連覇を達成した八幡製鐵と対戦。一進一退の攻防が続いたが、ノーサイド寸前に山本巌がペナルティキックを決めて12－9で勝ち、早稲田は初のラグビー日本一の座に就いた。
その後、三菱銀行を経てユニオン・バンク・オブ・カリフォルニアに勤務。2005年に早稲田大学ラグビー蹴球部OB会（早大ROB倶楽部）会長、2011年に日本ラグビーフットボール協会専務理事に就任した。